# تپه گوری احمدآباد
تپه گوری احمدآباد مربوط به دوره اشکانیان است و در شهرستان نهاوند، بخش خزل، روستای احمدآباد علیا واقع شده و این اثر در تاریخ ۲۴ اسفند ۱۳۸۳ با شمارهٔ ثبت ۱۱۴۲۶ به‌عنوان یکی از آثار ملی ایران به ثبت رسیده است.